# Émile Plantamour
Émile Plantamour, né le 14 mai 1815 à Genève et mort le 7 septembre 1882 à Genève, est un astronome suisse. 

## Biographie
Fils de François-Théodore Plantamour, directeur de l'hòpital de Genève. 
Après avoir étudié l'astronomie avec Jean-Alfred Gautier, il a travaillé avec Arago à Paris, Humboldt et Encke à Berlin, Bessel à Königsberg et Gauss à Göttingen.
Il fut le quatrième directeur de l'Observatoire de Genève de 1839 à 1882, tout en étant professeur honoraire (sans traitement) d'astronomie à l'Académie de Genève (1839-1848). Il devint ensuite professeur d'astronomie et de géographie physique à l'Académie de Genève, puis resta en poste après la transformation de l'Académie en l'Université de Genève (1873) jusqu'à sa mort en 1882.
Il a été trois fois recteur de l'Académie, et a présidé la célébration du troisième centenaire de l'institution. Sous sa direction, l'Observatoire fit construire un bâtiment pour les observations magnétiques, fit agrandir le bâtiment principal en 1878, et établit une nouvelle « tour » pour un nouvel équatorial en 1880. 

## Œuvre
Ses travaux scientifiques portent sur l'astronomie (notamment l'étude des comètes), la météorologie, la chronométrie, le magnétisme et la géodésie (notamment l'introduction de la télégraphie pour la mesure des différences de longitude et la gravimétrie au moyen du pendule réversible de Repsold-Bessel),,. Il s'est également occupé de limnologie et de nivellements barométriques. Il créa en 1872 un concours de réglages des chronomètres. 

## Sources
Raoul Gautier & Georges Tiercy, L'observatoire de Genève, 1772-1830-1930, Genève, 1930.

## Articles Connexes
- Atlas topographique de la Suisse
- Commission géodésique suisse